# ジョバンニ・ダ・ヴェラッツァーノ

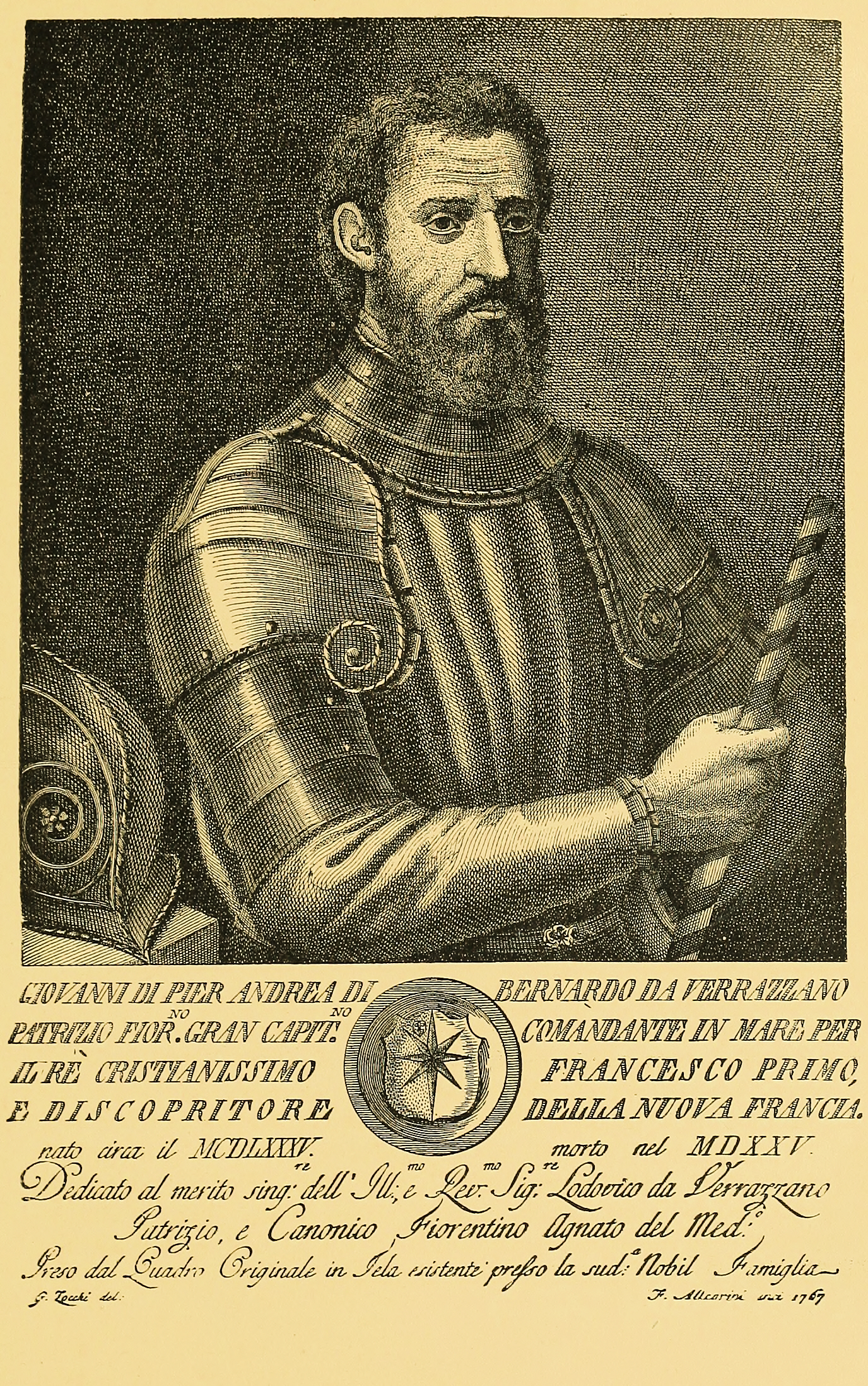
ジョバンニ・ダ・ヴェラッツァーノ

ジョバンニ・ダ・ヴェラッツァーノ（イタリア語:Giovanni da Verrazzano、またはVerrazano、Verazzano、1485年頃-1528年頃）は、イタリア人の探検家であり、1524年にフランス王の依頼で北アメリカ大西洋岸を探検した最初のヨーロッパ人ということになっている。探検範囲はサウスカロライナからニューファンドランド島までであり、ニューヨーク港やナラガンセット湾が含まれていた。ニューヨークのヴェラザノ・ナローズ・ブリッジやロードアイランドのジェイムズタウンにあるジェイムズタウン・ヴェラザノ・ブリッジは、ヴェラッツァーノが探検した地域に架かる橋であり、その名前に因んで名付けられた。

## 伝記
ヴェラッツァーノは北アメリカの旅行記を残したものの、その人となりについてはあまり多くは知られていない。生まれた場所はフィレンツェの約50 km南、ヴァル・ディ・グレーヴェにある一家の城カステロ・ヴェラッツァーノ（現在はグレーヴェ・イン・キアンティ市に含まれる）であった。誕生年も不確かではあるが、1485年頃とされている。1507年、フランスのディエップに移住し船乗りを職業とした。東部地中海には数度航海し、ニューファンドランド島まで行った経験もあった。
1524年、フランス王フランソワ1世が北アメリカを貫き太平洋やアジアへ出る航路（北西航路）を探るために、ヴェラッツァーノを派遣してフロリダとニューファンドランドの間の地域を探検させた。ヴェラッツァーノは、その航海記録によれば、3月1日ころケープ・フェア近くに上陸した。初めのうちは現在のサウスカロライナ州海岸に沿って南に下り、転じて北へ向かった。現在のノースカロライナ州アウターバンクスに沿って航海していると、細い帯状の陸があり、その向こうに大洋が開けているように考えた。実際にはパムリコ湾とアルベマール湾の入江に過ぎなかった。この勘違いにより、1527年のヴィスコンテ・マッジョーロや1529年のヴェラッツァーノの弟ジロラーモ・ダ・ヴェラッツァーノが作成した地図では、北アメリカが「ヴェラッツァーノ海」によって2つに分かれており、その2つが東海岸にある細い陸橋で繋がれているように描かれた。この誤りが訂正されるまでにおよそ1世紀を要した。

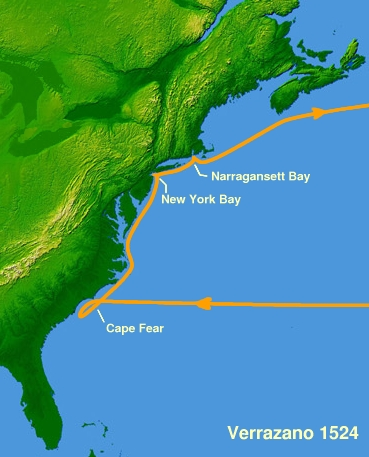
ヴェラッツァーノの航路

ヴェラッツァーノは何度か上陸し、海岸地帯に住むアメリカ州の先住民族と交流した。ヴェラッツァーノはチェサピーク湾を見落としており、同様にさらに北のデラウェア川も航海記録に残さなかった。その日誌によれば、現在のニュージャージー州海岸に沿って北上し、ローワー・ニューヨーク湾に入った。スタテンアイランドとロングアイランドの間のザ・ナローズ（海峡）に停泊し、カヌーに乗ってやってきたレナペ族の訪問を受けた。水夫達はスタテンアイランドの「水汲み場」と呼ばれる泉で飲料水を補給したが、ヴェラッツァーノのそこの地形に関する記述は少し曖昧である。今日、そこであったと想定されるベイ・ストリートとビクトリー大通りの角の小さな公園に記念碑が立っている。歴史家の検証で、ヴェラッツァーノが停泊した場所は今日のブルックリンにあるヴェラザノ・ナローズ・ブリッジの付け根近くであったと、かなりの確度で想定されている。ヴェラッツァーノは北に大きな淡水湖と思われるものを観測したが、これはアッパー・ニューヨーク湾、すなわちニューヨーク港であった。ヴェラッツァーノはニューヨーク港の奥深くまでは進入しておらず、ハドソン川の存在も確認できなかった。
ニューヨーク港からはロングアイランドの南海岸を回ってブロックアイランド湾を横切り、ナラガンセット湾に入り、そこで恐らくナラガンセット族に遭ったと考えられている。そこからさらに東北の現在のメイン州に至り、ノバスコシア島の南東海岸を回ってから、ニューファンドランド経由でフランスに帰った。
ヴェラッツァーノはアメリカ州に2回旅した。1回目はブラジルでブラジルボクを伐採した。

## 死
ヴェラッツァーノの死因について確かなことは伝わっていないが、最もよく知られている話は次のようなものである。ヴェラッツァーノは1528年にフロリダ、バハマおよび小アンティル諸島を探検し、海岸から離れて停泊した。ヴェラッツァーノは小さなボートで上陸し先住民族に会おうとしたが、そこの先住民族は交易をしたがるような友好的な者達ではなかった。逆に食人種であった。先住民族はヴェラッツァーノを殺し、即座に食べてしまった。ヴェラッツァーノの弟が岸から離れて停泊している母船に残っていた。その弟は船から兄の様子を見ていたが、大砲を撃つには遠すぎ、ボートで上陸するにも間に合わず、結局為す術が無かった。他の史料でも、ヴェラッツァーノは1528年、新世界への3回目の航海途中、小アンティル諸島の先住民族に殺されたとされている。また別の史料では、スペイン人に捕まり、海賊として絞首刑にされたとある。ヴェラッツァーノが死んだのは43歳の時であった。

## 現代の評価
ヴェラッツァーノは、現在のアメリカ合衆国の東海岸を訪れた最初の記録にあるヨーロッパ人ということになっているが、当時の他の探検家ほど評判が芳しくなく、また広く伝えられてもいない。その最初の例は、当時の習慣として発見した新しい陸にヨーロッパの名前を付けた（例えばフランス王の名前を採ったフランチェサ）が、それらはどれも現在残っていない。
ヴェラッツァーノの航海で最も重要な証拠は、フランソワ1世に宛てた長文の手紙であり、北アメリカ東海岸の地形、植物相、動物相および先住民族について語っている。19世紀から20世紀初めにかけてアメリカ合衆国でその信憑性について大きな議論が持ち上がった。ある者は航海に同行しなかった誰かによる大ほらだと考えた。また他の者はこれが真実であると考え、これが今日の信憑性議論の大勢となってきた。特にフランソワ1世の署名がある手紙の中にヴェラッツァーノの手紙に関する言及があることが発見されて、真実とされた。この議論により、少なくともアメリカ合衆国では、北アメリカ大西洋岸中部のヨーロッパ人発見者としてヴェラッツァーノの評価をかなり下げることになったが、フランスやイタリアでは今でも英雄である。
ヴェラッツァーノの評価は、ニューヨーク市で特に霞んでおり、1609年のヘンリー・ハドソンによるものがヨーロッパ人によるニューヨーク探検の事実上の始まりと見なされるようになった。ニューヨーク港のヨーロッパ人発見者としてのヴェラッツァーノの名前と評価が再び見直されたのは、1950年代から1960年代と最近のことであり、この当時新しく建設された海峡の橋にヴェラッツァーノの名前が付けられた。このネーミングには多くの紆余曲折があった。1950年代から1990年代にかけてニューヨークとスタテンアイランドとを繋いだフェリーにもヴェラッツァーノの名前が付けられた。おかしなことに、フェリーの名前は綴りの中央にあるｚがダブルなのに、橋やスタテンアイランドにある他の道標ではｚがシングルになっており、当時の混乱が窺える。スタテンアイランドには他にもヴェラッツァーノに因むものが多々あり、例えばリトルリーグのチーム名になっていたりする。これはスタテンアイランドとヴェラッツァーノの結びつきを反映しているだけでなく、そこに住む多くのイタリア人子孫の存在も影響している。